# BBL Positifboy
BBL Positifboy, de son vrai nom Laurent Bongo Beni, est un rappeur, auteur-compositeur et interprète originaire de la République Démocratique du Congo, né le 31 juillet 1997 à Kinshasa. Il est connu en tant qu’initiateur d’un style musical appelé "Afrodrame", qui combine de l'Afrosoul, du R&B et de la rumba congolaise. Actif sur la scène musicale depuis les années 2000, il s’installe en France en 2013. Il est notamment reconnu pour ses morceaux tels que DODO et Ne m'abandonne pas.

## Biographie
BBL Positifboy, de son vrai nom Laurent Bongo Beni, naît le 31 juillet 1997 à Kinshasa, en République Démocratique du Congo. Il grandit à Kinshasa où il développe une passion pour la musique influencée par des artistes tels que Papa Wemba, Koffi Olomide, Fally Ipupa et Luambo Makiadi. À l'âge de 7 ans, il commence à expérimenter le rap et le chant, s’inspirant également d’artistes internationaux comme Michael Jackson, Chris Brown, Eminem et 50 Cent. En 2011, en raison de l'instabilité politique en République Démocratique du Congo, BBL Positifboy entreprend un voyage qui le mène à travers plusieurs pays, dont la République Centrafricaine, le Cameroun, le Bénin, le Mali, le Maroc, le Nigeria, le Sénégal, la Mauritanie, et enfin la France. Pendant son séjour au Maroc, il survit à une tentative d'assassinat, échappant à deux tirs d'armes à feu. Il s’installe à Paris en décembre 2013 pour poursuivre sa carrière musicale ainsi que son parcours scolaire. En complément de sa carrière musicale, il obtient des diplômes de CAP et BP en cuisine.

## Carrière musicale
BBL Positifboy commence sa carrière en tant qu'artiste indépendant en 2004. Il est reconnu pour son style musical appelé «Afrodrame», qu'il définit comme un état d'esprit plutôt qu'un simple genre musical. Son parcours dans le domaine culinaire, en tant qu'apprenti cuisinier de 2014 à 2018, lui permet de se faire un nom sur la scène rap et trap urbaine de la banlieue parisienne, en enregistrant plusieurs titres tels que bye bye et on fait le dab.
En 2018, il collabore avec Airmess, un artiste-sosie de Gims, sur le morceau Octogone, influencé par l'Afro Trap et le clash entre Booba et Kaaris. La même année, il travaille avec le label Démolition Beatz sur le single DODO, un morceau Afrobeat aux sonorités congolaises. Sorti en 2019, DODO mêle des influences afrobeat, ndombolo et funk brésilien, c'est ce single, qui lui permet de se faire connaître du grand public en France. Parmi ses œuvres notables figurent les titres Lemoudou, Reviens et Ne m'abandonne pas. Ses chansons sont interprétées en lingala et en français.
En 2021, BBL Positifboy signe avec un label allemand, ce qui propulse sa carrière internationale, avec des centaines de milliers de streams enregistrés sur diverses plateformes. La même année, BBL Positifboy se sépare du label allemand GMG (Genesis Media Group) pour poursuivre sa carrière en tant qu'artiste indépendant. 
En 2022, BBL Positifboy collabore avec Publicom Studio pour la sortie de son single "Ne M’abandonne Pas", prévu initialement sous la distribution d'Universal Music Africa. Toutefois, des complications liées aux droits de distribution entraînent la rétractation du soutien d'Universal Music Africa en raison d'une tentative de rachat par David Monsoh, producteur et patron de la chaîne BBLACK. L'artiste reprend alors le contrôle du projet et dévoile le single en exclusivité sur Génération FM, une radio française, lors d'une performance en direct. En mai 2023, BBL Positifboy assure la première partie du rappeur Poison Mobutu lors d'un concert à Paris.

## Style musical
L’Afrodrame, style musical créé par BBL Positifboy, est un mélange d’influences africaines et internationales. Ce genre se caractérise par une atmosphère mélancolique et introspective, tout en intégrant des éléments de rythmes afrobeat, de R&B, et de rumba congolaise.

## Discographie
- DODO (2018)
- Reviens (2019)
- Désolé (2022)
- JVMI (Je Veux de la Moula Illimité)[12] (2022)
- Tik Tok (2022)
- Gin Tely x D.Ocean x BBL Positifboy - Connection prod by H-LIT (2022)
- A.M.O.U.R (2022)
- La Danse des Papillons feat Tuta Selo (2023)
- Ne M’abandonne Pas[13] (2023)
- Lemoudou (2023)
- Loyalty (Freestyle Drill Mélodie) (2023)
- Kalash Criminel[14]
- Burik the Latalay Masak Alman feat BBL Positifboy (2024)
- Voyage Astral (2025)
- Kagoulé Kouronné (2025)
- Tour du monde feat Nueve (2025)